# Italian Series of Poker 2025
Le Italian Series of Poker 2025 si sono tenute dal 15 al 26 maggio 2025 a Nova Gorica, in Slovenia, presso il casinò Perla.
Si è trattata della 15ª edizione dei Campionati Italiani, che ha visto la partecipazione di oltre 2000 partecipanti suddivisi in 25 tornei.
Il programma completo della manifestazione è stato pubblicato sul sito ufficiale nel mese di marzo 2025.

## Main Event
Il Main Event ha laureato come campione italiano Michael Uguccioni, che ha avuto la meglio sull'esperto giocatore toscano Andrea Benelli.

### Evento 14 - Campionato Italiano Main Event[3]
- Luogo: Casino Perla, Nova Gorica
- Buy-in: € 990
- Data: 23-26 maggio 2025
- Partecipanti: 194
- Montepremi: € 174.600
- Giocatori a premio: 20

## Copertura televisiva del Main Event e Risultati
La copertura televisiva, in diretta differita di 20 minuti circa, è stata curata da:   Poker Italia TV, evento #14 - Main event, su YouTube, 26 maggio 2025.
| Tavolo finale | Tavolo finale         | Tavolo finale   |
| Posizione     | Nome                  | Premio          |
| ------------- | --------------------- | --------------- |
| 1             | Michael Uguccioni     | € 33.500 (deal) |
| 2             | Andrea Benelli        | € 31.500 (deal) |
| 3             | Ivan Siljeborg        | € 18.000        |
| 4             | Anton Markachev       | € 13.500        |
| 5             | Alessandro Longobardi | € 10.500        |
| 6             | Pietro Schifano       | € 8.000         |
| 7             | Fabrizio Carbo        | € 6.000         |
| 8             | Romano Lelli          | € 5.000         |

## Eventi preliminari delle Italian Series of Poker
Il torneo di apertura (Campionato Italiano Deep) con 485 iscritti è stato vinto dall'esperto giocatore piemontese Licurgo Boccardi superando in heads-up lo sloveno Alen Rojc. Tra gli eventi speciali, Sara Callegari è campionessa italiana Ladies anche se sconfitta dalla Serba Mirjana Perišić. Due successi nell'arco di tre giorni per Alessandro Longobardi, che vince due bracciali di Campione Italiano nella varianti Holdem 9-MAX Super Knock out e No Limit Hold'em - Big Bounty. Enrico Mosca vince il suo quarto bracciale nel Campionato Italiano Freezout.
| Main Event       | Torneo principale delle Italian Series of Poker, incorona il Campione Italiano. |
| Eventi esclusivi | Tornei speciali riservatiː Giornalisti, Ladies, Interforze, League event e Tournament of Champions, competizione esclusiva per chi ha vinto almeno un titolo, o un bracciale ISOP. |

| N. | TV table           | Data                  | Evento                                                              | Entries | Vincitore             | Premio            | Runner Up           | Terzo Classificato   |
| -- | ------------------ | --------------------- | ------------------------------------------------------------------- | ------- | --------------------- | ----------------- | ------------------- | -------------------- |
| 1  | Video, su YouTube. | 15/05/2025 19/05/2025 | € 250 + 50 Campionato Italiano Deep                                 | 485     | Licurgo Boccardi      | € 17.000 deal (4) | Alen Rojc           | Emanuel Kotnik       |
| 2  |                    | 17/05/2025            | € 270 + 30 Pot Limit Omaha - POY Championship                       | 91      | Davorin Vardijan      | € 5.000 deal (3)  | Dario De Toffoli    | Alessio Pillon       |
| 3  |                    | 17/05/2025            | € 170 + 30 Pot Limit Omaha - 9 Max                                  | 57      | Martynas Miliauskas   | € 1.750 deal (4)  | Davorin Vardijan    | Samuele Golfetto     |
| 4  |                    | 17/05/2025            | € 200 + 30 No Limit Hold'em - Campionato Italiano 9 Max Super KO    | 140     | Alessandro Longobardi | € 3.000           | Danilo Colomba      | Samuele Golfetto     |
| 1s | Video, su YouTube. | 17/05/2025            | € 100 + 25 No Limit Hold'em - Campionato Italiano Interforze        | 18      | Andrea Demontis       | € 300 deal (6)    | Vincenzo Bortone    | Salvatore Fiordelisi |
| 5  |                    | 18/05/2025            | € 220 + 30 Mixed Games/ No Limit Hold'em/ PLO 8-Max                 | 55      | Žan Kocman            | € 3.500           | Mirko Romanelli     | Luca Zanesi          |
| 6  | Video, su YouTube. | 18/05/2025            | € 170 + 30 No Limit Hold'em - 6 Max Championship                    | 96      | Michele Rinaldi       | € 5.000           | Marinko Papac       | Simone Bertogna      |
| 7  | Video, su YouTube. | 19/05/2025 20/05/2025 | € 360 + 40 Pot Limit Omaha - Campionato Italiano 8 Max              | 66      | Diego De Santis       | € 4.000 Deal (4)  | Dario Faenza        | Enrico Scalabrino    |
| 8  |                    | 19/05/2025            | € 150 + 150 No Limit Hold'em - Big Bounty                           | 116     | Alessandro Longobardi | € 1.800           | Aleksandar Lugonjic | Sebastiano Maiolino  |
| 9  |                    | 20/05/2025 21/05/2025 | € 360 + 40 No Limit Hold'em - 6 Max                                 | 68      | Davide Ceglia         | € 5.900           | Davide Marchioro    | Amarildo Mehmeti     |
| 10 |                    | 20/05/2025            | € 220 + 30 Omaha Hi/Lo                                              | 38      | Stefano Moi           | € 2.400           | Jurij Naponiello    | Andreas Pournaras    |
| 11 |                    | 20/05/2025            | € 125 + 25 Crazy Pineapple                                          | 56      | Giacomo Danieli       | € 2.000           | Jacopo Barnabò      | Stefano Boraso       |
| 12 |                    | 21/05/2025            | € 220 + 30 No Limit Hold'em - Campionato Italiano Freezout          | 62      | Enrico Mosca          | € 1748 deal (10)  | Bilal M'Hainni      | Juri Pedrini         |
| 2s |                    | 21/05/2025            | € 125 + 25 No Limit Hold'em - Campionato Italiano ISOP League event | 22      | Claudio Bettamin      | € 1.040           | Valter Cugnod       | Danilo Donnini       |
| 13 |                    | 21/05/2025            | € 125 + 25 No Limit Hold'em - Campionato Italiano Turbo             | 37      | Nikolay Bilyk         | € 2.090           | Alex Iaconcig       | Martynas Miliauskas  |
| 3s | Video, su YouTube. | 22/05/2025            | € 100 + 20 No Limit Hold'em - Campionato Italiano Giornalisti       | 18      | Tiberio Redaelli      | € 700             | Stefano De Grandis  | Paolo Pacciani       |
| 14 | Video, su YouTube. | 23/05/2025 26/05/2025 | € 900 + 90 No Limit Hold'em - Campionato Italiano Main Event        | 194     | Michael Uguccioni     | € 33.500 deal (2) | Andrea Benelli      | Ivan Siljeborg       |
| 15 | Video, su YouTube. | 22/05/2025 24/05/2025 | € 60 + 20 No Limit Hold'em - Campionato Italiano Hercules           | 165     | Antonio Duchi         | € 2.120 deal (4)  | Malek Mediati       | Marco Bellomo        |
| 16 | Video, su YouTube. | 23/05/2025            | € 100 + 20 No Limit Hold'em - Campionato Italiano Ladies            | 20      | Mirjana Perišić       | € 760             | Sara Callegari      | Livia Pancino        |
| 17 | Video, su YouTube. | 24/05/2025 25/05/2025 | € 450 + 50 No Limit Hold'em - Campionato Italiano PRO               | 72      | Vincenzo Mangiapane   | € 7,500 deal (2)  | Alija Besirevic     | Danilo Colomba       |
| 18 |                    | 25/05/2025            | € 120 + 20 No Limit Hold'em - Campionato Italiano 8 Max KO          | 65      | Davide Marchioro      | € 2.400           | Claudio Pinosa      | Maurizio Ali         |
| 19 |                    | 25/05/2025            | € 125 + 25 No Limit Hold'em - Campionato Italiano Win the Button    | 32      | Giacomo Danieli       | € 1.240 deal (7)  | Jacopo Giacomazzi   | Alberto Favaro       |
| 4s | Video, su YouTube. | 25/05/2025            | € 300 No Limit Hold'em - Tournament Of Champions                    | 9       | Domenico Battista     | € 1.500           | Davide Nutarelli    | Antonino Calabrò     |
| 20 |                    | 26/05/2025            | € 175 + 25 No Limit Hold'em - Campionato Italiano 8 Max             | 28      | Salvatore Fiordelisi  | € 2.000           | Michael Toninello   | Ettore Ricci         |
| 21 |                    | 26/05/2025            | € 125 + 25 No Limit Hold'em - Campionato Italiano Short Stack       | 7       | Eros Otello Rossi     | € 875             |                     |                      |